# ایان بولینگ
ایان بولینگ (انگلیسی: Ian Bowling؛ زادهٔ ۲۷ ژوئیهٔ ۱۹۶۵) بازیکن فوتبال اهل بریتانیا است.
از باشگاه‌هایی که در آن بازی کرده‌است می‌توان به باشگاه فوتبال منزفیلد تاون، باشگاه فوتبال هاکنال تاون، باشگاه فوتبال هارتل پول یونایتد، باشگاه فوتبال لینکولن سیتی، باشگاه فوتبال ماتلوک تاون، باشگاه فوتبال استالی‌بریج سلتیک، باشگاه فوتبال گینزبورو ترینیتی، باشگاه فوتبال کترینگ تاون، باشگاه فوتبال وورکساپ تاون، باشگاه فوتبال استافورد رانجرز، و باشگاه فوتبال برادفورد سیتی اشاره کرد.